# کیت و لئوپولد
کیت و لئوپولد (به انگلیسی: Kate & Leopold) یک فیلم کمدی رمانتیک فانتزی با بازی مگ رایان، هیو جکمن، لیو شرایبر و با کارگردانی جیمز منگولد محصول سال ۲۰۰۱ است. جکمن برای ایفای این نقش نامزد جایزه گلدن گلوب بهترین بازیگر مرد فیلم موزیکال یا کمدی شد.
کیت و لئوپولد داستان فیزیک‌دانی به‌نام استوارت (لیو شرایبر) را روایت می‌کند که به‌طور تصادفی جدِ جدِ پدری‌اش، لئوپولد (هیو جکمن) را از طریق یک درگاه زمان از نیویورک قرن نوزدهم به زمان حال می‌آورد؛ جایی که لئوپولد با کیت (مگ رایان)، نامزد سابق استوارت، آشنا شده و عاشق او می‌شود.

## مشروح داستان
در ۲۸ آوریل ۱۸۷۶، لئوپولد، سومین دوک آلبانی، یتیم و بی‌پول است و با عمویش، میلاردمونتبَتن، و با سرپرستی خدمتکاری به‌نام اوتیس در نیویورک زندگی می‌کند. او به هنر و دانش آشناست و نمونه‌ای اولیه از آسانسور اوتیس را طراحی کرده‌است، اما عمویش از او می‌خواهد به واقعیت بازگردد و با یک وارثهٔ ثروتمند آمریکایی ازدواج کند.
هنگام طراحی پل بروکلین در یک مراسم عمومی که به مناسبت تکمیل برج منهتن برگزار شده، لئوپولد مردی را می‌بیند که با دوربینی بسیار کوچک در حال عکس‌برداری است. این مرد، استوارت بِسر، فیزیک‌دان آماتور و نوهٔ نوهٔ لئوپولد از نیویورک قرن ۲۱ است که به وجود درگاه‌های زمانی گرانشی پی برده‌است. در ضیافت شبانه، جایی که قرار است نامزد لئوپولد اعلام شود، او استوارت را در حال عکس‌برداری از طراحی‌هایش در اتاق مطالعه‌اش می‌بیند. در تعقیب استوارت، برای نجاتش از افتادن از پل نیمه‌کاره می‌شتابد، اما هر دو به درون درگاه زمان سقوط می‌کنند.
لئوپولد در یک چهارشنبه صبح در سال ۲۰۰۱ در آپارتمان استوارت در خیابان وایت شماره ۸۸ در منهتن به هوش می‌آید. استوارت برایش توضیح می‌دهد که درگاه دوباره تا دوشنبه باز خواهد شد و تا آن زمان باید در آپارتمان او بماند. استوارت هنگام بیرون بردن سگش، در چاه آسانسور سقوط می‌کند و پس از گفتن حرف‌هایی دربارهٔ کشف علمی‌اش در بیمارستان، به اجبار در یک آسایشگاه روانی بستری می‌شود. بنا بر نظریهٔ استوارت، سفر لئوپولد به قرن ۲۱ باعث «پنهان‌شدگی» سراسری آسانسورها شده و اگر لئوپولد تا دوشنبه به ۱۸۷۶ بازنگردد، ممکن است خود استوارت از هستی محو شود.
لئوپولد به کیت مک‌کی، نامزد سابق استوارت که در طبقهٔ پایین زندگی می‌کند، علاقه‌مند می‌شود. او کیت را «زنی اهل کار و پیشه» می‌نامد و وقتی می‌فهمد در زمینهٔ پژوهش بازاریابی کار می‌کند، با لحنی طعنه‌آمیز می‌گوید: «امم. حرفه‌ای عالی برای زنان، پژوهش. کاملاً مناسب ذهن زنانه.» (بعدها، رئیس کیت نیز به او می‌گوید: «تو مثل مردی هستی که زنان را درک می‌کند؛ خواسته‌ها و نیازهایشان را می‌فهمی. آن‌ها را درک می‌کنی اما خودت از آن‌ها نیستی.») کیت این حرف را نادیده می‌گیرد و از لئوپولد می‌خواهد که سگ استوارت را به گردش ببرد. در بازگشت، او با چارلی، برادر کیت که بازیگری بلندپرواز است، آشنا می‌شود. چارلی تصور می‌کند لئوپولد نیز بازیگر است و همچون یک شخصیت وفادار به نقش رفتار می‌کند.
صبح پنج‌شنبه، کیت تحت تأثیر بیان شیوای لئوپولد دربارهٔ اهمیت مزهٔ غذا در کیفیت زندگی انسانی قرار می‌گیرد. او لئوپولد را به تست بازیگری برای تبلیغ یک کرهٔ بدون چربی با نام «محصولات مزرعه‌دار» که توسط شرکت انگلیسی یانسن تولید شده و در آستانهٔ خرید توسط شرکت تحقیقاتی کمدن است، می‌برد. پس از موفقیت در تست، کیت و لئوپولد سوار یک کالسکهٔ توریستی اسب‌کش می‌شوند تا تاکسی بگیرند، اما در همین هنگام، کیف‌دستی کیت دزدیده می‌شود و دزد به سنترال پارک می‌گریزد. لئوپولد که کیت را در حال تعقیب دزد می‌بیند، یکی از اسب‌ها را قرض می‌گیرد و به تعقیب می‌پردازد. او با کیت بر اسب سوار می‌شود و دزد را به بن‌بست کشانده و کیف را بازمی‌گرداند. کیت که شیفتهٔ صحنهٔ نجاتش توسط لئوپولد سوار بر اسب سفید شده، آرام‌آرام باور می‌کند که او واقعاً از قرن نوزدهم آمده‌است.
روز جمعه، لئوپولد یک نوازندهٔ ویولن استخدام می‌کند و کیت را به شام روی پشت‌بام دعوت می‌کند که با والس و نخستین بوسه پایان می‌یابد.
روز شنبه، آن‌ها در جنوب منهتن قدم می‌زنند و به خانهٔ عموی لئوپولد در میدان هانوفر شماره ۱ می‌رسند. لئوپولد در اتاق دوران کودکی‌اش، جعبه‌ای فلزی با گنجینه‌های دوران نوجوانی‌اش از جمله انگشتر مادرش را از کشویی پنهان بیرون می‌آورد. شب‌هنگام، قصد دارد به کیت پیشنهاد ازدواج بدهد، اما او روی زانویش به خواب می‌رود.
روز یک‌شنبه، لئوپولد در تبلیغ تلویزیونی «محصولات مزرعه‌دار» بازی می‌کند، اما پس از چشیدن مارگارین رژیمیِ بی‌مزه، صحنه را ترک می‌کند. او کیت را به بی‌صداقتی متهم می‌کند و کیت نیز می‌گوید که او ارتباطی با واقعیت ندارد. هر دو درمی‌یابند که زمانشان با یکدیگر رو به پایان است و شب را در اندیشهٔ خاموش می‌گذرانند.
صبح دوشنبه، استوارت از آسایشگاه می‌گریزد و لئوپولد را به زمان خودش بازمی‌گرداند، که باعث می‌شود آسانسورها دوباره کار کنند. چارلی، عکسی از ضیافت ۲۸ آوریل ۱۸۷۶ لئوپولد را به کیت نشان می‌دهد و در آن، چهرهٔ او را می‌بیند. استوارت درمی‌یابد که آیندهٔ کیت در گذشته است. همان شب، کیت آماده است تا در نشست ادغام شرکت‌های آمریکایی–انگلیسی که به‌طور غافلگیرکننده در میدان هانوفر شماره ۱ برگزار می‌شود، ترفیعش را بپذیرد. اما استوارت و چارلی به او می‌گویند برای بودن با لئوپولد باید در عرض ۲۳ دقیقه از پل بروکلین بپرد. کیت این پیشنهاد را مضحک می‌داند و برای سخنرانی می‌رود، اما هنگام دیدن عکس خود در یکی از تصاویر استوارت با همان لباس شب، سخنرانی‌اش را نیمه‌کاره رها می‌کند و عذرخواهی می‌کند. سپس آن سه به‌سوی پل می‌شتابند.
کیت از درگاه زمان عبور می‌کند و در سال ۱۸۷۶ در میدان هانوفر شماره ۱، درست زمانی که قرار است لئوپولد نامزد ازدواج مصلحتی‌اش را اعلام کند، وارد سالن ضیافت می‌شود. لئوپولد نیز به‌جای آن دختر، نام او را اعلام می‌کند: «کیت مک‌کی، از خاندان مک‌کیِ ماساپکوا، نیویورک». در میان مهمانان شگفت‌زده، کیت و لئوپولد با بوسه‌ای دوباره به‌هم می‌رسند و با والس عروسی می‌رقصند. بدین ترتیب، کیت در واقع نیاک مادربزرگِ استوارت می‌شود.